# 尹京信
尹京信（韓語：윤경신，1973年7月7日—），韓國男子手球運動員。他被國際手球總會評選為2001年世界最佳球員。曾代表韩国参加1992年、2000年至2012年夏季奥运。